# Ernst Urban (Verleger, 1838)

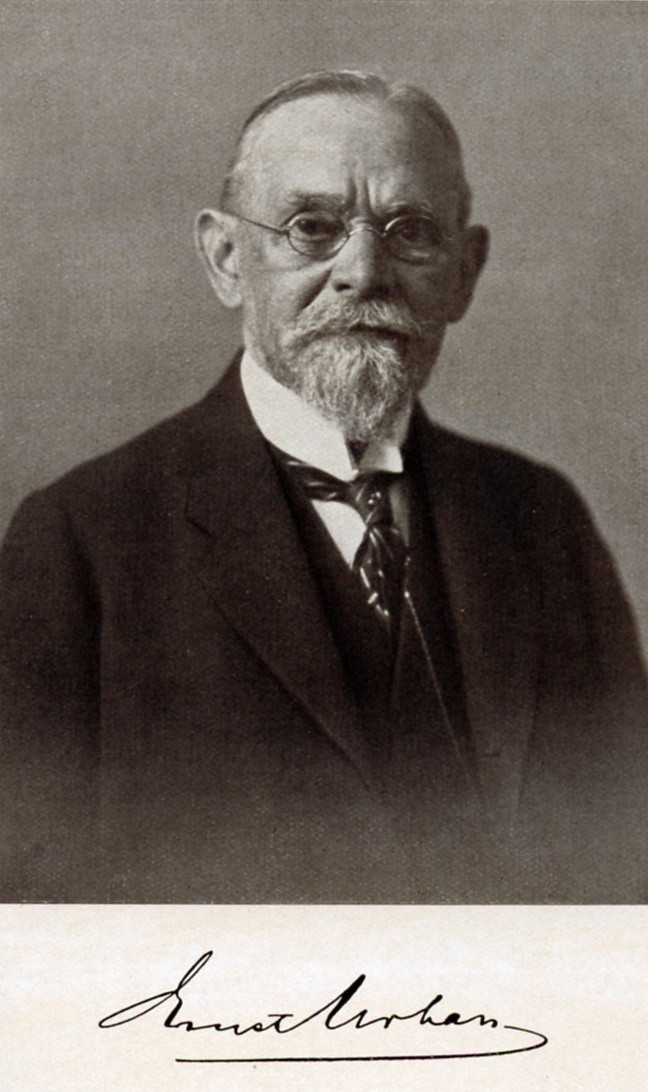
Ernst Urban

Ernst Urban (* 4. Oktober 1838 in Königswalde; † 13. Mai 1923 in Wien) war ein deutscher Verleger und Gründer des Verlags Urban & Schwarzenberg. 

## Leben
Urban absolvierte die Volksschule und das Gymnasium in Schwiebus, wo er anschließend eine Lehre in der Wagnerschen Buchhandlung machte. Nach der Lehre arbeitete er als Buchhändlergehilfe in Schwiebus und später bei Gräfe & Unzer in Königsberg. 1860 ging er dann an die Buchhandlung von Karl Winiker nach Brünn und arbeitete anschließend noch in Olmütz, Troppau und Ostrau, bevor er 1865 die Leitung der Buchhandlung von Karl Prochaska in Teschen übernahm. 1866 zog er nach Wien und eröffnete dort zusammen mit seinem Freund und Schwager Eugen Schwarzenberg die Buchhandlung Urban & Schwarzenberg. Die Firma übernahm auch die Vertretung des Bibliographischen Instituts in Österreich-Ungarn und vertrieb die Zeitschriften „Der Hausfreund“ und „Die Frauenwelt“. Ab 1872 verlegte die Firma auch medizinische Zeitschriften in Österreich. In der Folge entstand der Verlag Urban & Schwarzenberg, der sich mehr und mehr zu einem medizinischen Fachverlag entwickelte. 1892 eröffnete der Verlag eine Niederlassung in Berlin. Im selben Jahr traten Urbans Söhne Eduard und Karl als Prokuristen in die Firma ein. Nach dem Ausscheiden von Eugen Schwarzenberg 1905 wurden beide Söhne Teilhaber der Firma. Ernst Urban wurde auf dem Döblinger Friedhof begraben.